# Grigorowitsch M-3
Die Grigorowitsch M-3 (russisch Григорович М-3, auch Schtschetinin Schtsch-3 (Щетинин Щ-3), nach dem Herstellungsbetrieb in Sankt Petersburg, Schetinin) ist ein einmotoriges Flugboot russischer Herkunft.
Es entspricht bis auf Änderungen des Tragflügelprofils der Grigorowitsch M-2. Das zweisitzige Flugzeug wurde in Gemischtbauweise hergestellt. Die Piloten fanden nebeneinander Platz. Der Antrieb erfolgte erst durch einen Gnôme-Monosoupape-Motor von 100 PS, der einen Schubpropeller antrieb. Zur Stabilisierung auf dem Wasser befinden sich am Ende des unteren Tragflügels Stützschwimmer. Gegenüber der M-2 zeigten sich deutlich bessere Flugeigenschaften, jedoch konnte die Seetauglichkeit nicht überzeugen. Start und Landung waren praktisch nur bei spiegelglattem Wasser gefahrlos möglich. Es wurde nur ein Versuchsmuster gebaut.

## Technische Daten
| Kenngröße    | Daten             |
| ------------ | ----------------- |
| Spannweite   | 13,68 m           |
| Länge        | 8,0 m             |
| Flügelfläche | 33,5 m²           |
| Startmasse   | 870 kg            |
| Triebwerk    | Gnome Monosoupape |
| Leistung     | 74 kW (100 PS)    |